# مسابقات قهرمانی بدمینتون ترکیبی اروپا
مسابقات قهرمانی بدمینتون تیمی ترکیبی اروپا یک تورنمنت است که از طرف بدمینتون اروپا تحت عنوان (بی یی) برگزار می شود و این تورنمنت هر دو سال یک بار برگزار می شود تا بهترین تیم ملی ترکیبی بدمینتون اروپا را تاج گذاری نماید.

## تاریخچه
این مسابقه درست قبل از مسابقات قهرمانی بدمینتون اروپا ، در بخش رقابت تک نفری ، در همان مکان برگزار شد. با این شرایط موجود، مسابقات تیمی اروپا برای نخستین بار در سال ۲۰۰۹ از مسابقات تک نفری اروپا مستثنا گردید.

## محل برگزاری مسابقات قهرمانی بدمینتون ترکیبی اروپا
| سال  | شهر میزبان    | کشور               |
| ---- | ------------- | ------------------ |
| ۱۹۷۲ | کلسکرونا      | سوئد               |
| ۱۹۷۴ | وین           | اتریش              |
| ۱۹۷۶ | دوبلین        | جمهوری ایرلند      |
| ۱۹۷۸ | پرستون        | انگلستان           |
| ۱۹۸۰ | خرونینگن      | هلند               |
| ۱۹۸۲ | ببلینگن       | آلمان غربی         |
| ۱۹۸۴ | پرستون        | انگلستان           |
| ۱۹۸۶ | اوپسالا       | سوئد               |
| ۱۹۸۸ | کریستیان ساند | نروژ               |
| ۱۹۹۰ | مسکو          | اتحاد جماهیر شوروی |
| ۱۹۹۲ | گلاسگو        | اسکاتلند           |
| ۱۹۹۴ | دن بوس        | هلند               |
| ۱۹۹۶ | هرنینگ        | دانمارک            |
| ۱۹۹۸ | صوفیه         | بلغارستان          |

| سال  | شهر میزبان     | کشور     |
| ---- | -------------- | -------- |
| ۲۰۰۰ | گلاسگو         | اسکاتلند |
| ۲۰۰۲ | مالمو          | سوئد     |
| ۲۰۰۴ | ژنو            | سوئیس    |
| ۲۰۰۶ | دن بوس         | هلند     |
| ۲۰۰۸ | هرنینگ         | دانمارک  |
| ۲۰۰۹ | لیورپول        | انگلستان |
| ۲۰۱۱ | آمستردام       | هلند     |
| ۲۰۱۳ | مسکو           | روسیه    |
| ۲۰۱۵ | لوون           | بلژیک    |
| ۲۰۱۷ | لوبین          | لهستان   |
| ۲۰۱۹ | کپنهاگ         | دانمارک  |
| ۲۰۲۱ | وانتا          | فنلاند   |
| ۲۰۲۳ | ایری-سو-لا-لیس | فرانسه   |